# Alter jüdischer Friedhof (Kazimierz Dolny)

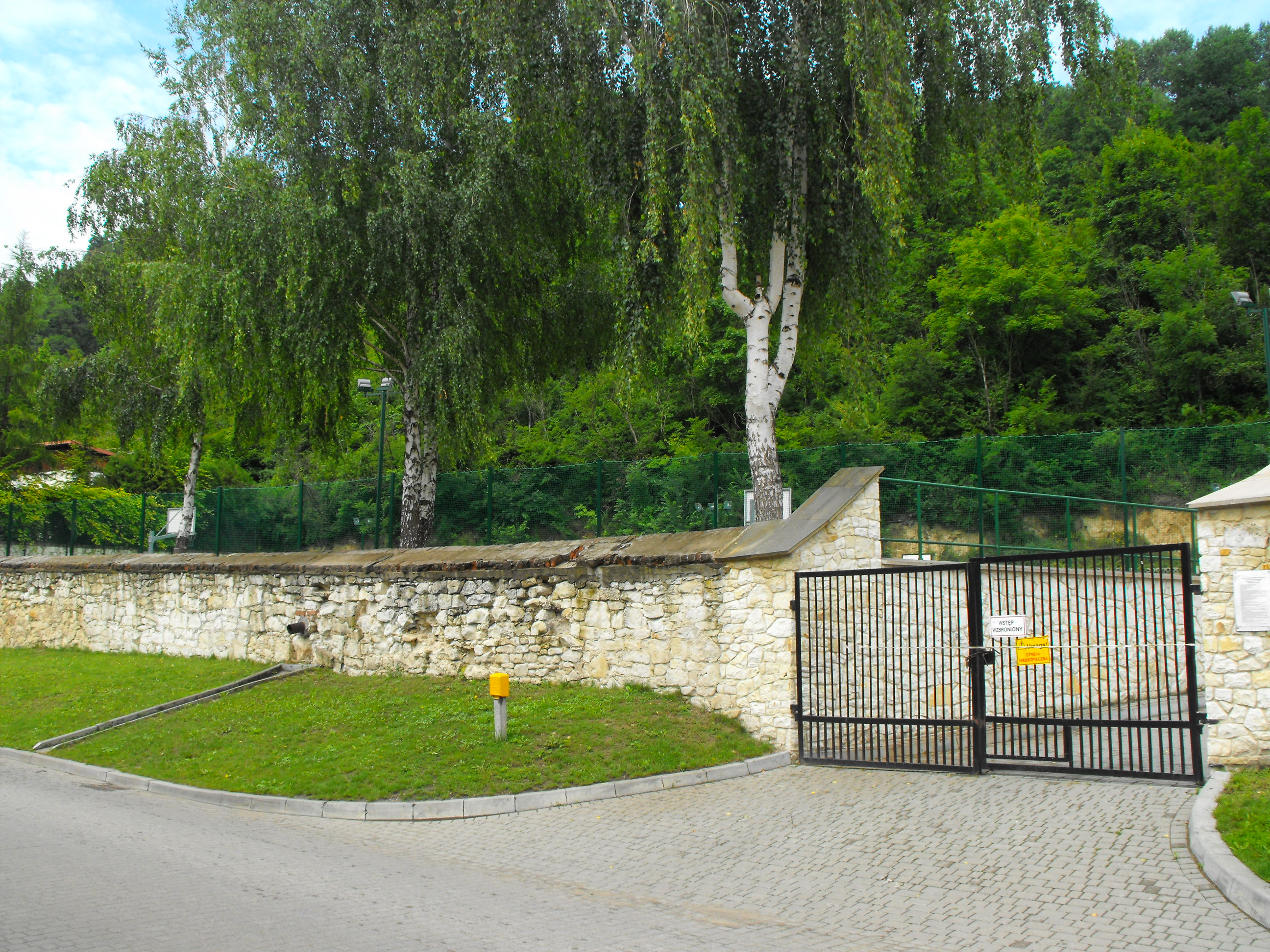
Eingang zum Alten jüdischen Friedhof in Kazimierz Dolny

Der Alte jüdische Friedhof in Kazimierz Dolny, einer polnischen Stadt in der Wojewodschaft Lublin, wurde vermutlich um 1600 angelegt. Der jüdische Friedhof befindet sich in der Lubelska-Straße östlich des Ortes.
Der Friedhof wurde während des Zweiten Weltkriegs von den deutschen Besatzern verwüstet und viele Grabsteinen wurden für Baumaßnahmen verwendet.
Auf dem Friedhof sind heute nur noch wenige Grabsteinfragmente vorhanden.